# Via del Sambuco
Via del Sambuco är en gata på Viminalens sluttning i Rom. Gatan löper från Via degli Zingari till Via Clementina. Via del Sambuco är uppkallad efter de fläderbuskar som tidigare växte i trädgårdarna i området. 